# 布萊克沃特 (密蘇里州)
布萊克沃特（英語：Blackwater）是位於美國密蘇里州庫珀縣的城市。

## 人口
根據2020年美國人口普查的數據，布萊克沃特的面積為0.85平方千米，皆為陸地。當地共有人口170人，而人口密度為每平方千米200人。